# Azor e Sadoc

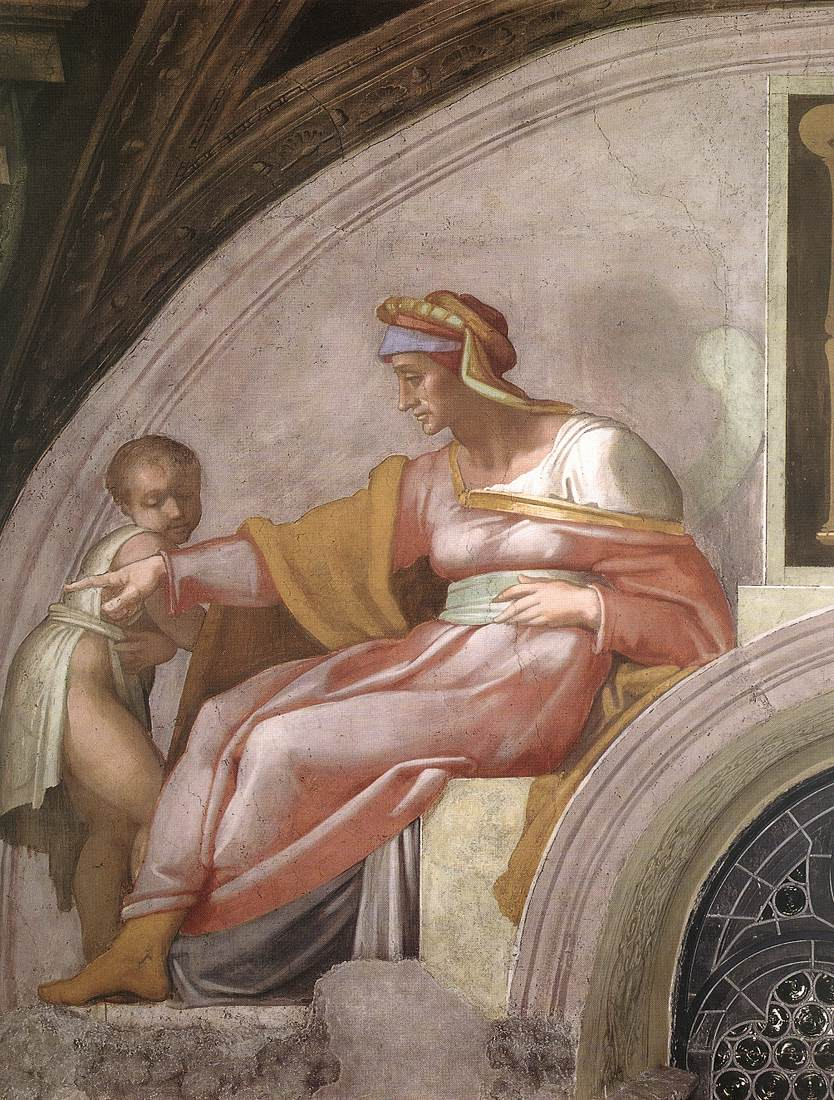
Dettaglio

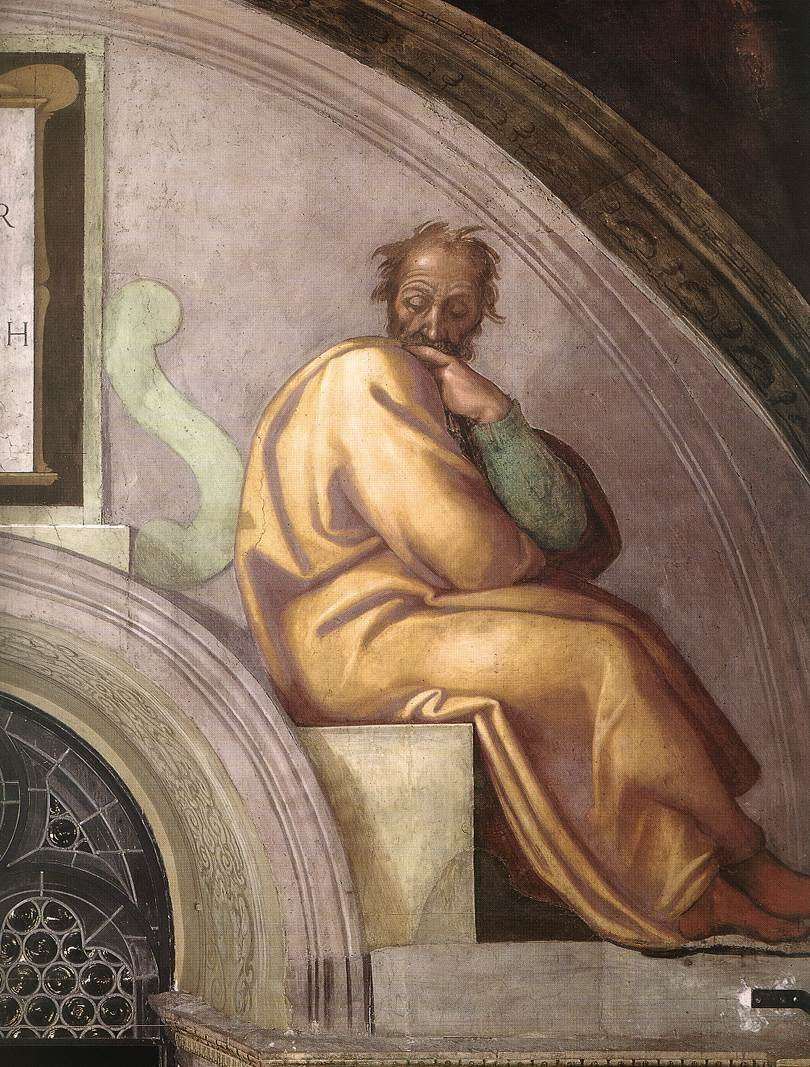
Dettaglio

La lunetta di Azor e Sadoc venne affrescata da Michelangelo Buonarroti nel 1508-1511 circa e fa parte della decorazione delle pareti della Cappella Sistina nei Musei Vaticani a Roma. Venne realizzata nell'ambito dei lavori alla decorazione della volta, commissionata da Giulio II.

## Storia
Le lunette, che contengono la serie degli Antenati di Cristo, furono realizzate, come il resto degli affreschi della volta, in due fasi, a partire dalla parete di fondo, opposta all'altare. Gli ultimi episodi da un punto di vista cronologico delle storie narrate furono quindi le prime a venire dipinte. Nell'estate del 1511 doveva essere terminata la prima metà della Cappella, richiedendo lo smontaggio del ponteggio e la sua ricostruzione nell'altra metà. La seconda fase, avviata nell'ottobre 1511, terminò un anno dopo, appena in tempo per la scopertura del lavoro la vigilia di Ognissanti del 1512.
Tra le parti più annerite della decorazione della cappella, le lunette furono restaurate con risultati stupefacenti entro il 1986.
La lunetta di Azor e Sadoc fu probabilmente la quarta ad essere dipinta.

## Descrizione e stile
Le lunette seguono la genealogia di Cristo del Vangelo di Matteo. Azor e Sadoc sono nell'ultima lunetta della parete sinistra. 
Essa è organizzata con un gruppo di figure su ciascuna metà, intervallato dal tabellone con i nomi dei protagonisti scritto in capitali romane: "AZOR / SADOCH". 
L'identità dei personaggi è del tutto incerta e resta molto difficile stabilire quale sia l'uno e quale l'altro. A sinistra si vede una donna seduta che indica un punto fuoricampo a un fanciullo, colto forse nell'atto di scrivere e disegnare e che sembra voltarsi con una certa lentezza. La posa della donna è naturale e composta, con un gioco di torsioni tra gambe, spalle e testa. La sua veste è rosata, con ombre lilla, bordata allo scollo di giallo e stretta in vita da una fascia verde; un mantello giallo le pende dal braccio sinistro. Lo strano copricapo presenta più fasce colorate e un velo. Il volto ha una linea di contorno rossa, che venne definita in punta di pennello. 
A destra si vede un uomo maturo e solitario, dal volto solcato da profonde rughe, che è immerso in una pensierosa espressione, con le sopracciglia alzate che fanno increspare la fronte nel volto girato verso lo spettatore. Avvolto strettamente in un mantello giallo ocra, mostra un braccio con manica verde, la cui mano regge il mento, enfatizzando la posa meditativa. Luci ed ombre modellano con sicurezza il rilievo plastico del suo corpo, con tratti rapidi, anche nel volto. Alcuni vi hanno scorto un autoritratto ideale dell'artista.